# Lieritzhofen

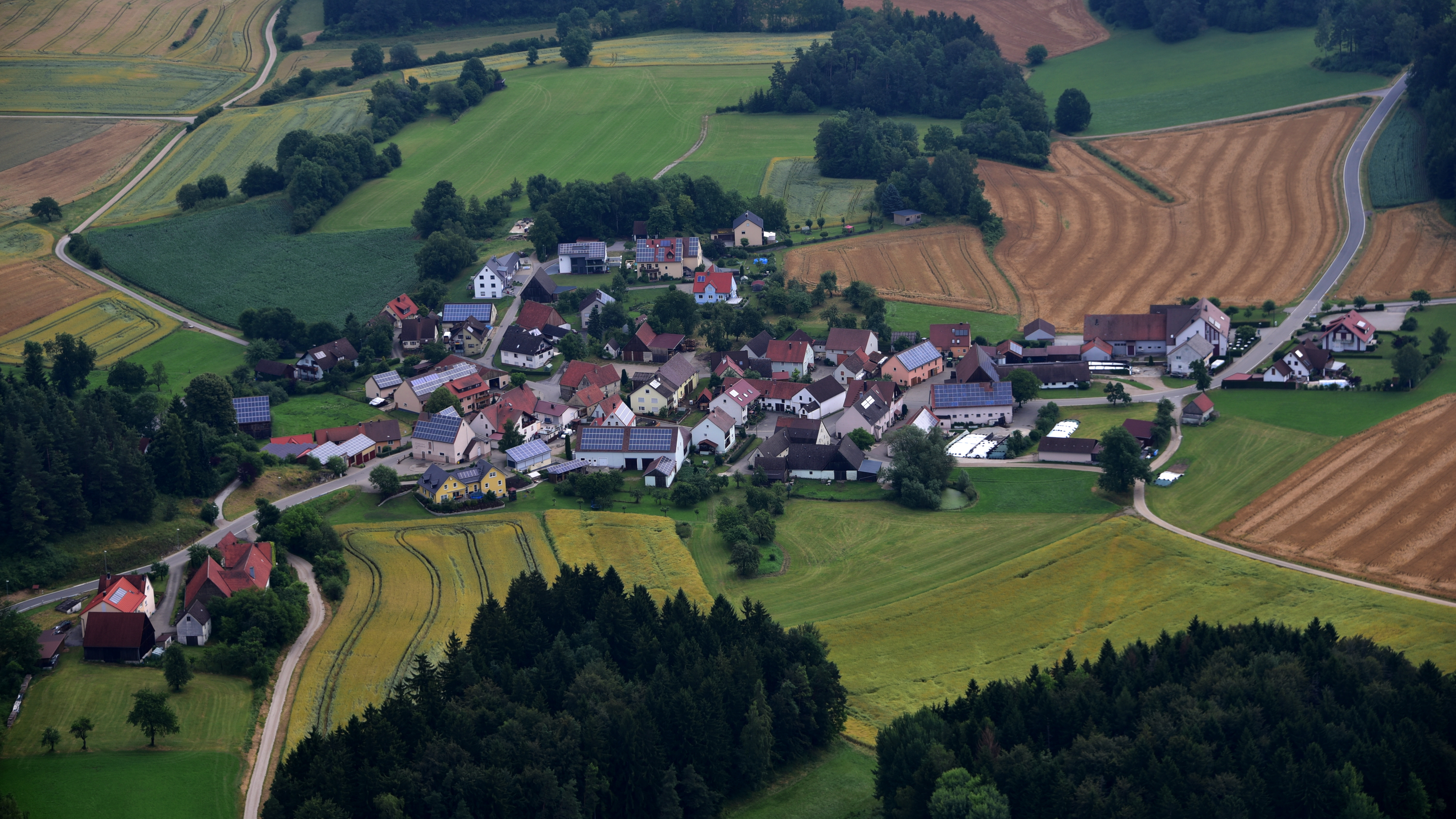
Luftaufnahme von Lieritzhofen

Lieritzhofen ist ein Gemeindeteil der Gemeinde Alfeld im Landkreis Nürnberger Land (Mittelfranken, Bayern). Lieritzhofen liegt in der Gemarkung Pollanden.

## Geografie
Das Dorf befindet sich am Fuße des Wachbergs (596 m ü. NHN), einer Anhöhe der Hersbrucker Alb. Die Kreisstraße LAU 26 verläuft am Wachberg vorbei nach Waller (0,5 km westlich) bzw. nach Alfeld zur Staatsstraße 2236 (2,5 km östlich). Gemeindeverbindungsstraßen führen nach Seiboldstetten (1,5 km nördlich) und nach Wörleinshof (1,1 km südöstlich).

## Geschichte
Durch die zu Beginn des 19. Jahrhunderts im Königreich Bayern durchgeführten Verwaltungsreformen wurde der Ort mit dem zweiten Gemeindeedikt zu einem Bestandteil der Ruralgemeinde Pollanden. Zusammen mit dieser wurde Lieritzhofen im Zuge der Gebietsreform in Bayern am 1. April 1971 in die Gemeinde Alfeld eingegliedert.

## Baudenkmäler
Im östlichen Bereich der Ortsmitte von Lieritzhofen befinden sich mit einem ehemaligen Wohnstallhaus und einer Scheune zwei Baudenkmäler.